# Тости, Франческо Паоло
Франческо Паоло Тости (итал. Francesco Paolo Tosti; 9 апреля 1846, Ортона, Абруццо — 2 декабря 1916, Рим) — итальянский композитор, певец, педагог, придворный музыкант английских королей.

## Биография
Франческо Паоло Тости родился в Италии в небольшом итальянском прибрежном городке Ортона 9 апреля 1846 года в семье торговца, в которой стал пятым ребёнком.
Получил начальное образование в городе Неаполь, в Королевском колледже при церкви Сан-Пьетро в Майелла. Музыкальное образование по классу скрипки и композиции приобрёл в консерватории. Однако, вследствие тяжёлой болезни оставил обучение и вернулся в отчий дом, где несколько месяцев практически не вставал с постели. После того, как недуг отступил, Франческо Паоло Тости отчаянно нуждаясь в деньгах, провёл некоторое время в Анконе, а затем поселился в итальянской столице. В Риме Тости улыбнулась удача — он свёл знакомство с известным пианистом, дирижёром и композитором того времени Джованни Сгамбати, в лице которого обрёл хорошего друга, покровителя и учителя. При содействии Сгамбати, Тости принял участие в концерте, среди зрителей которого была и принцесса Маргарита Савойская, позднее ставшая королевой Италии.
Будущая королева была покорена выступлением Франческо и назначила Тости профессором пения, а чуть позднее — куратором Государственного музыкального архива Италии. Франческо Тости продолжительное время давал концерты на которых исполнял написанные им же музыкальные произведения в Лондоне, Риме и других городах Европы.
Тости значительное время посвятил педагогической деятельности: сначала был придворным учителем пения в столице Италии.
В 1875 году Франческо Паоло Тости приехал в Англию, где был представлен в высшем свете. Тости стал завсегдатаем модных салонов и придворным музыкантом — учителем пения. С 1880 года, преподавал музыкальные дисциплины при английском дворе. Известность Тости росла и к 1885 году он стал автором одних из самых самых модных и раскупаемых хитов в Англии. В Лондоне получает звание профессора Лондонской академии музыкального и драматического искусства, где также проводит занятия со студентами.
В 1912 году Франческо вернулся в Италию, решив провести остаток жизни на Родине.
Франческо Паоло Тости скропостижно скончался 2 декабря 1916 года в Риме.
Тости был одним из видных представителей итальянской камерной вокальной школы конца 19 начала 20 века. Мировую славу композитору принесли многочисленные канцоны, романсы, вокальные дуэты и неаполитанские песни. Тости — автор более 150 песен и романсов (в основном на слова итальянских авторов). Некоторые из них стали подлинными жемчужинами жанра: эти прекрасные мелодии пережили своё время и вот уже более ста лет составляют наиболее эффектную часть репертуара многих оперных певцов всего мира (особенно теноров) — от великого современника Тости Карузо и до вокалистов наших дней.
К наиболее популярным произведениям Тости, с точки зрения репертуара выдающихся теноров XX века, можно отнести такие песни, как:
- A vucchella
- Ideale
- L’alba sepàra dalla luce l’ombra
- La Serenata
- L’ultima canzone
- Luna d’estate
- Marechiare
- Non t’amo più
- Vorrei morire

Диски с программой только из произведений Тости выпускали Карло Бергонци, Хосе Каррерас и Луиджи Альва